# Équipe d'Algérie des moins de 18 ans de football
 (octobre 2021).
Si vous disposez d'ouvrages ou d'articles de référence ou si vous connaissez des sites web de qualité traitant du thème abordé ici, merci de compléter l'article en donnant les références utiles à sa vérifiabilité et en les liant à la section « Notes et références ».
Maillots
L'équipe d'Algérie des moins de 18 ans de football représente l'Algérie dans les compétitions juniors de football, où sont conviés les joueurs de moins de 18 ans.

## Histoire
L'équipe a été fondée en 1961.

## Parcours dans les compétitions internationales

### Jeux Méditerranéens
| Jeux Méditerranéens | Jeux Méditerranéens | Jeux Méditerranéens | Jeux Méditerranéens | Jeux Méditerranéens | Jeux Méditerranéens | Jeux Méditerranéens | Jeux Méditerranéens | Jeux Méditerranéens |
| Apparitions: 2      | Apparitions: 2      | Apparitions: 2      | Apparitions: 2      | Apparitions: 2      | Apparitions: 2      | Apparitions: 2      | Apparitions: 2      | Apparitions: 2      |
| Édition             | Tour                | Position            | J                   | G                   | N                   | P                   | Bp                  | Bc                  |
| ------------------- | ------------------- | ------------------- | ------------------- | ------------------- | ------------------- | ------------------- | ------------------- | ------------------- |
| Tarragone 2018      | Premier Tour        | 6e                  | 3                   | 1                   | 0                   | 2                   | 3                   | 5                   |
| Oran 2022           | Premier Tour        | 5e                  | 3                   | 1                   | 0                   | 2                   | 3                   | 5                   |